# John Anthony McDonald
Pour les articles homonymes, voir McDonald.
John Anthony McDonald (1875-1948) est un entrepreneur et un homme politique canadien.

## Biographie
John Anthony McDonald naît le 24 décembre 1875 à Shédiac, au Nouveau-Brunswick. Il est nommé sénateur sur avis de Arthur Meighen le 17 février 1921 et le reste jusqu'à sa mort le 12 décembre 1948.